# Barronopsis floridensis
Barronopsis floridensis là một loài nhện trong họ Agelenidae.
Loài này thuộc chi Barronopsis. Barronopsis floridensis được miêu tả năm 1954 bởi Roth.